# ماسامی کورومادا
ماسامی کورومادا (انگلیسی: Masami Kurumada؛ زادهٔ ۶ دسامبر ۱۹۵۳) مانگاکا، و ترانه‌سرا اهل ژاپن است. معروف‌ترین اثر او شوالیه‌های زودیاک است.